# Chalisgaon
Chalisgaon ist eine Stadt im indischen Bundesstaat Maharashtra.
Die Stadt ist Teil des Distrikts Jalgaon. Chalisgaon hat den Status eines Municipal Council. Die Stadt ist in 33 Wards gegliedert. Sie hatte am Stichtag der Volkszählung 2011 97.551 Einwohner, von denen 50.737 Männer und 46.814 Frauen waren. Hindus bilden mit einem Anteil von über 80 % die Mehrheit der Bevölkerung in der Stadt. Die Alphabetisierungsrate lag 2011 bei 85,88 % und damit deutlich über dem nationalen Durchschnitt.
Die Stadt ist mit den wichtigsten Städten Maharashtras wie Dhule per Bahn und Straße, Aurangabad per Straße und Mumbai und Pune per Bahn verbunden.